# Malliß
Malliß – miejscowość i gmina w Niemczech, w kraju związkowym Meklemburgia-Pomorze Przednie, w powiecie Ludwigslust-Parchim, wchodząca w skład Związku Gmin Dömitz-Malliß.

## Współpraca
Miejscowość partnerska:
- Velen, Nadrenia Północna-Westfalia